# وحید نیک‌گو

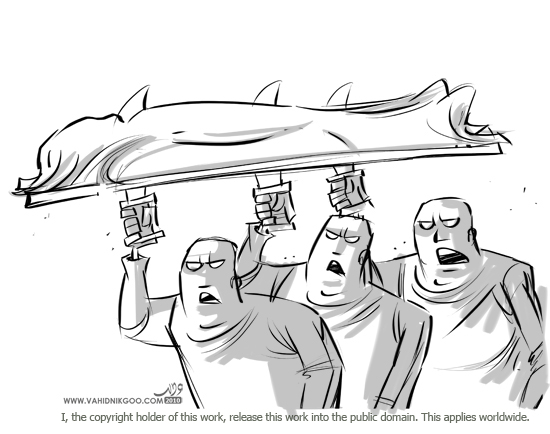
کارتونی از وحید نیک‌گو در ارتباط با کشته شدن صانع ژاله

وحید نیک‌گو (زاده ۱۳۵۷ تهران) کارتونیست، پویانما و وبلاگ‌نویس ایرانی است. وی همچنین در مقام نویسنده، پویانما و کارگردان پویانمایی‌های تلویزیونی با صدا و سیما و اخیراً شبکه تلویزیونی ام‌بی‌سی همکاری داشته‌است.
یکی از بهترین و معروف ترین انیمیشن های ساخته او کارتون خاندان پهلوی میباشد که به سفارش شبکه ای مخصوص کودکان در صدا و سیمای ایران بنام شبکه پویا ساخت شد.
کارتون‌های او اغلب دارای مضامین انتقادی اجتماعی و گاه سیاسی است. او از حامیان جنبش سبز بوده و مدت‌ها است که در کشور امارات متحده عربی ساکن شده و به ایران بازنگشته‌است.
فعالیت هنری او از سال ۱۳۷۴ با مجله طنز و کاریکاتور آغاز شد و تا سال ۱۳۷۹ با این مجله ادامه یافت. پس از آن به تولید پویانمایی‌های تلویزیونی روی آورد و کار کارتون را نیز در وبلاگ شخصی خود ادامه داد. وبلاگ او به نام هفت مقام نخست مسابقه جهانی دویچه‌وله را در سال ۲۰۱۱ از آن خود نمود. نیک‌گو از جمله امضا کنندگان بیانیه تحریم نهمین دوسالانه کاریکاتور تهران به‌شمار می‌رود.